# 타나: 지상 최고의 사랑
타나 : 지상 최고의 사랑(Tanna)은 바누아투에서 제작된 벤틀리 딘 감독의 2015년 드라마, 멜로/로맨스 영화이다.